# Шуски район
Шуски район (на казахски: Шу ауданы) е съставна част на Жамбълска област, Казахстан. Административен център е село Толе би. Обща площ 11 900 км2 и население 102 191 души (по приблизителна оценка към 1 януари 2020 г.).